# 西村了 (映画監督)
西村 了（にしむら りょう、1970年 - ）は、日本の映画監督、演出家、VFXディレクター。三重県出身。

## 略歴
1991年、編集スタジオMcRAY入社、スタジオ営業を軸に特殊合成のアドバイスやオープニングタイトル作成で実績を積む。
1995年、制作会社イクイティ・エンタテインメント入社。ミュージック・クリップやテレビドラマのオープニング、合成作業などを多数担当。
1998年よりフリーの映像ディレクター。現在、株式会社日テレアックスオン（AX-ON）所属。

## 作品

### 映画監督作品
- LOVE & PEACE（2002 OV）
- 天使の牙B.T.A.（2003）
- ウォーターズ（2005）
- ガッチャマン（2013 監督補）

### テレビドラマ演出
- TOKYO23〜サバイバルシティ（2010）
- らんま1/2（2011）
- 49（2013）
- SHARK（2014）
- 仮面ティーチャー（2014）
- SHARK 2nd Season（2014）
- タイムスパイラル（2014）
- 永遠のぼくら sea side blue（2015）
- デスノート（2015）
- ダマシバナシ（2015）
- 怪盗 山猫（2016）
- CROW'S BLOOD（2016）
- 銭形警部 漆黒の犯罪ファイル（2017）
- 孤食ロボット（2017）
- ブラックリベンジ（2017）
- ブラックスキャンダル（2018）
- ザンビ（2019）
- ニッポンノワール-刑事Yの反乱-（2019）
- DASADA（2020）
- らせんの迷宮〜DNA科学捜査〜（2021）
- 声春っ!（2021）
- ボイスII 110緊急指令室（2021）
- うちのパパ、出張先は宇宙です（2022）
- ぴーすおぶけーき（2022）
- 大病院占拠（2023）
- 最高の生徒〜余命1年のラストダンス〜（2023）
- 潜入兄妹 特殊詐欺特命捜査官（2024）
- いきなり婚（2025）

### CG・VFX制作
- 木曜の怪談’97 妖怪新聞（1997）CG制作
- NIN×NIN 忍者ハットリくん THE MOVIE（2004）ディレクター
- HERO (2007年の映画)（2007）スーパーバイザー
- カイジ　人生逆転ゲーム（2009）スーパーバイザー
- ウルルの森の物語（2009）スーパーバイザー
- 書道ガールズ!! わたしたちの甲子園-（2010）ＶＦＸ
- ソフトボーイ（2010）スーパーバイザー
- カイジ2 人生奪回ゲーム（2011）スーパーバイザー
- 桐島、部活やめるってよ（2012）スーパーバイザー
- 劇場版 ドルメンX（2018）VFX
- 劇場版 お前はまだグンマを知らない（2017）VFX
- ACMA:GAME アクマゲーム（2024）VFXスーパーバイザー

### タイトルバック演出
- 木曜の怪談「怪奇倶楽部」（1995）
- それが答えだ!（1997）
- 木曜の怪談'97「爆裂!分身娘」 （1997）
- 踊る大捜査線 歳末特別警戒スペシャル （1997）
- 恋はあせらず（1998）
- ショムニ（1998）
- 踊る大捜査線 番外編 湾岸署婦警物語初夏の交通安全スペシャル（1998）
- 世界で一番パパが好き（1998）
- ハッピーマニア（1998）
- チェンジ（1998）
- 走れ公務員（1998）
- お水の花道（1999）
- チョコレート革命（1999）
- リングー最終章ー（1999）
- ナオミ（1999）
- 蘇える金狼（1999）
- らせん（1999）
- 恋愛結婚の法則（1999）
- 彼女たちの時代（1999）
- 砂の上の恋人たち（1999）
- 隣人は秘かに笑う（1999）
- お見合い結婚（2000）
- BRAND（2000）
- 天気予報の恋人（2000）
- ショムニ（第２シリーズ）（2000）
- 天使が消えた街（2000）
- フードファイト（2000）
- 永遠の1/2（2000）
- サイコメトラーEIJIスペシャル（2000）
- やまとなでしこ（2000）
- 編集王（2000）
- HERO（2001）
- FACE（2001）

### オープニング映像演出
- 『踊る大捜査線 THE MOVIE』（1998）
- 「GTO』（1999）